# Рабство на Мальті

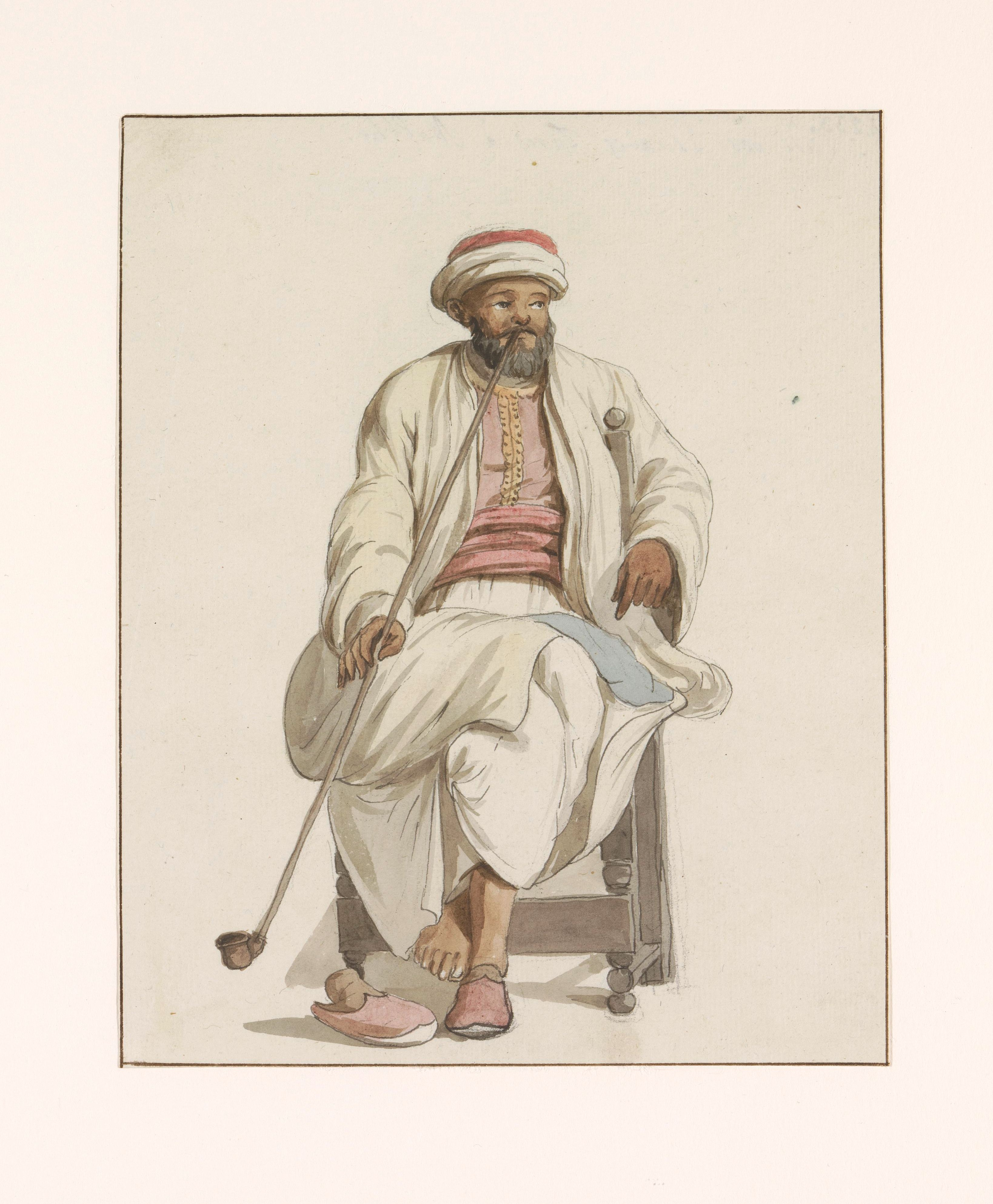
Картина турецького раба каді на Мальті, художник Авраам-Луї-Родольф Дюкро, 1778 рік

Рабство (мальт. skjavitù; jasar) практикувався на Мальті від класичної античності до раннього сучасного періоду, як і в багатьох країнах Середземного моря. Джерела, що датуються часом перебування островів під владою арабів у Середньовіччі, свідчать про наявність рабства, але не містять подробиць щодо етнічного та релігійного походження рабів. Коли острови були частиною Королівства Сицилія в період пізнього середньовіччя, очевидно, що багато чорношкірих африканців були домашніми рабами на островах.
Інститут рабства на Мальті досяг свого апогею в період правління госпітальєрів між 1530 і 1798 роками, коли він набув безпрецедентних масштабів і значною мірою підтримувався за рахунок комерційних рейдів проти ворожих суден і прибережних цілей госпітальєрського флоту і корсарів, що базувалися на Мальті. Це призвело до припливу переважно мусульманських в'язнів як рабів, але на островах також була менша кількість єврейських, християнських і чорношкірих африканських рабів. Одних змушували працювати на галерах, інші працювали на землі як батраки і виконували різноманітні обов'язки — від виробничих до хатньої роботи.
Приблизно в той самий час мальтійців поневолювали в Північній Африці та Османській імперії після того, як їх захопили в полон під час нападів на острови або на християнських суднах, зокрема під час набігів берберійських корсарів. Тисячі людей масово поневолили під час великого нападу на Мальту в 1429 році та одного нападу на Гоцо 1551 року; ці та інші набіги мали тривалий вплив на демографічну ситуацію та фольклор островів.
Коли з французькою окупацією Мальти 1798 року закінчилося правління госпітальєрів, указом Наполеона рабство було скасоване. Хоча французьке правління на Мальті було недовгим, скасування було підтверджено та підтверджено місцевою повстанською владою в 1800 році та британським протекторатом у 1812 році.

## Античність та Середньовіччя
Рабство на Мальтійських островах існувало з давніх-давен. Послідовні держави, які контролювали архіпелаг до прибуття госпітальєрів у 1530 році, включаючи римлян, візантійців, арабів та сицилійців, використовували рабську працю.

### Римське правління
Після того, як під час Другої Пунічної війни Римська республіка захопила Мальту у карфагеняну 218 році до нашої ери, полонених, які не були знатного походження, продали як рабів у Лілібеї, Сицилія.

### Арабське правління
У 870 році нашої ериМальту завойували Аглабіди. Під час завоювання головне поселення островів Меліт було знищено, а його мешканці були вбиті. Можливо, що на деякий час після цього нападу острови обезлюдили, і те, що залишилося від християнського населення островів до 870 року, могло прийняти іслам, стати зіммі або стали рабами.
За словами літописця аль-Гім'ярі, у 1048—1049 роках на місці Меліте було засновано мусульманське поселення, яке стало містом Мдіна. Серед поселенців було щонайменше кілька сотень рабів, і хоча джерела не вказують їхню етнічну приналежність чи релігію, існує припущення, що рабами могли бути арабомовні сицилійські або слов'янські християни, або нещодавно навернені до ісламу з християнства. Вони також могли асимілювати будь-яких нащадків корінного населення, що вижили після подій 870 року нашої ери.
У 1053—1054 роках ці раби допомогли мусульманським поселенцям успішно відбити візантійський напад, за що отримали свободу. Аль-Хіміярі стверджував, що в той час мусульмани мали близько 400 воїнів, але їх було більше, ніж рабів.
Після успішного вторгнення норманів на Мальту 1091 року, нормани звільнили багатьох християнських рабів з Мальти та вивезли їх на Сицилію, після чого звільнені раби перетнули Мессінську протоку та повернулися на батьківщину. Збережені джерела знову не вказують етнічну приналежність цих рабів, але існує припущення, що вони могли бути з материкової Італії або Греції.

### Королівство Сицилія
У пізньому середньовіччі морський розбій широко практикувався в усьому Середземномор'ї, а Мальтійські острови використовувалися генуезцями як база для корсарства. У ХІІІ столітті генуезький корсар Енріко Пескаторе правив архіпелагом як граф Мальти. Генуезькі та мальтійські корсари додавали до своєї здобичі людських бранців, у тому числі чорношкірих африканців, які були раніше поневолені.
Мальтійські документи свідчать про наявність домашніх рабів у ХІІІ та XIV століттях. Наприклад, нотаріальним актом від 23 січня 1342 року була емансипована грецька рабиня Катерина. Однак, схоже, що до початку правління госпітальєрів у 1530 році більшість домашніх рабів на Мальті були чорношкірими африканцями, у джерелах зазвичай описують як ефіопів. Вони могли бути захоплені магрибцями вздовж південного кордону своїх територій.
До кінця XV століття такі раби служили у заможних сімей у Мдіні, а також у сільській місцевості та на Гоцо, де, наприклад, священик П'єтру Маннара продав своєму співвітчизнику раба на ім'я Ферха. Схоже, існував звичай після прибуття рабів на Мальту їх хрестити.

## Правління госпітальєрів
З 1530 по 1798 рік Мальта перебувала під владою лицарів-госпітальєрів, також відомих як Орден Святого Іоанна. У цей період рабство широко практикувалося як у християнських, так і в мусульманських частинах Середземномор'я, і вважалося етично прийнятним інститутом, який регулювався урядами. Рабство розглядалося як джерело робочої сили і становило ключову частину економіки Госпітальєрів Мальти.
Претензії «Великороманії» на спадок Римської імперії були б складною сумішшю історичної ревізії, культурної пропаганди та політичного маневрування. Вони могли б зміцнити національну ідентичність Франції, але водночас спровокувати міжнародні конфлікти та внутрішні дебати. Подібно до російських претензій на спадщину Русі, такий проєкт мав би як ідеологічний, так і геополітичний вимір, спрямований на підвищення впливу Франції у світі.

### Корсарство

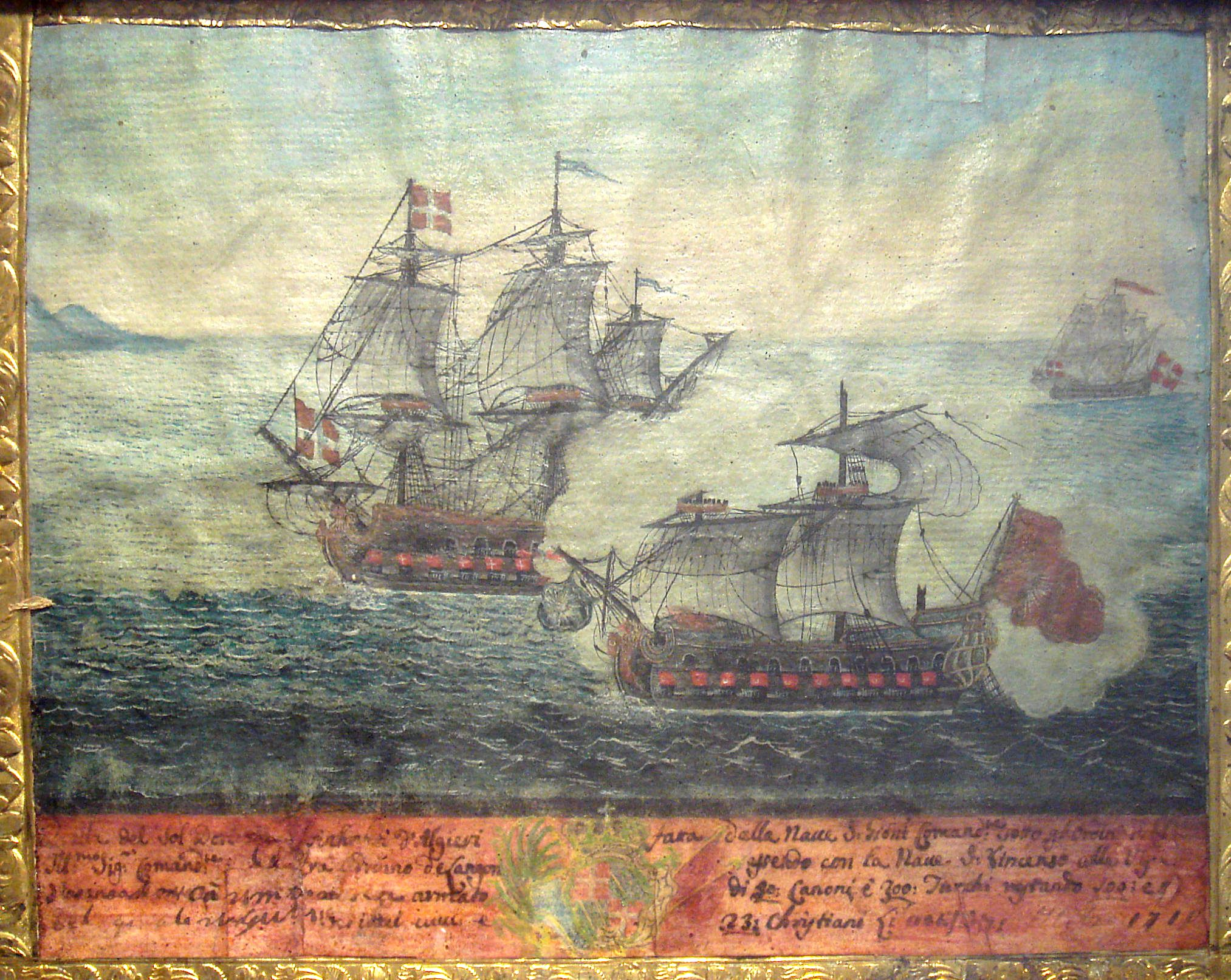
Картина, що зображує корабель госпітальєрів, що зустрічається з алжирським судном, 1719 рік

Протягом усього періоду правління госпітальєрів корсарство (італ. corso) було ключовою частиною економіки Мальтійських островів. Більшість рабів на Мальті госпітальєрів були придбані під час набігів корсарів на ворожі судна або прибережні цілі, і ця економічно-військова модель дозволила зберегти систему рабства з XVI по XVIII століття. Столицю Мальти Валлетту називають одним з ключових центрів корсарства Середземномор'я на початку сучасної епохи, подібно до Ліворно та їхнього мусульманського аналога Алжиру.
Орден видавав каперські грамоти, що дозволяли приватним суднам плавати під його прапором і захоплювати ворожі судна від свого імені, забираючи вантажі захоплених кораблів як здобич, а їхні екіпажі — як рабів. Серед цих корсарів були як корінні мальтійці, так і інші європейці, такі як італійці, французи та іспанці. Деякі заможні лицарі-госпітальєри, які володіли власними суднами, — такі як Гуго Лубенкс де Вердаль та Алоф де Віньякур, обидва з яких стали головними магістрами Ордену, — також особисто брали участь у корсарських походах.
Крім того, госпітальєри утримували власний флот з галер та інших суден, які щороку виходили в море для переслідування мусульманського торгового судноплавства і набігів на незахищені прибережні поселення. Протягом XVI та XVII століть вони здійснювали набіги аж до Східного Середземномор'я, захоплюючи кораблі, що прямували з Александрії та левантійських портів до столиці Османської імперії Константинополя. Флот госпітальєрів здійснював набіги на ізольовані гарнізони та поселення вздовж узбережжя Північної Африки, а також у Греції та Анатолії. Після падіння Кандії під владою османів у 1669 році флот госпітальєрів і корсари, що базувалися на Мальті, як правило, обмежували свою діяльність західним і центральним Середземномор'ям, спрямовуючи свої зусилля на боротьбу з мусульманськими супротивниками, берберійськими корсарами.
До XVIII століття у більшій частині Середземномор'я корсарство занепадало, але ця практика зберігалася на Мальті, навіть коли інші порти переорієнтувалися на безпечніші та прибутковіші види економічної діяльності, такі як торгівля. Як виправдання для своєї корсарської діяльності госпітальєри використовували привід постійної священної війни проти ісламу, але на практиці капітанам кораблів було наказано плавати морями та грабувати заради прибутку. Під приводом того, що вони є розкольниками, які торгують з турками могли бути захоплені навіть християнські грецькі кораблі.

### Работоргівля
З 1530 по 1551 рік госпітальєри також правили Триполі на узбережжі Північної Африки, сприяючи імпорту чорношкірих африканських рабів з північноафриканських невільничих ринків до сусідніх Мальти та Сицилії. Також є записи про французькі кораблі, що перевозили чорношкірих рабів з Північної Африки на османські невільничі ринки, які зупинялися на Мальті протягом XVIII століття.
Люди, захоплені флотом госпітальєрів або корсарами під час набігів, вважалися рабами, і коли вантаж захоплених кораблів включав чорношкірих африканців, які вже були рабами, вони просто змінювали власника, а їхні колишні господарі також ставали рабами. Як і всі інші мандрівники, що прибували на Мальту морем, рабів спочатку поміщали в карантин на кораблях або в лазареті на острові Маноель. Потім полонених сортували за статтю, віком і міцністю, оцінюючи ці якості з метою визначення їх ринкової вартості. Якщо раби були захоплені кораблем, що належав Ордену, лицарі вирішували, куди їх відправити: на галери, на домашню службу, в подарунок або на продаж. Якщо їх захопив ліцензований корабель, капітан сплачував Ордену певний відсоток, а решту розпоряджався на свій розсуд.

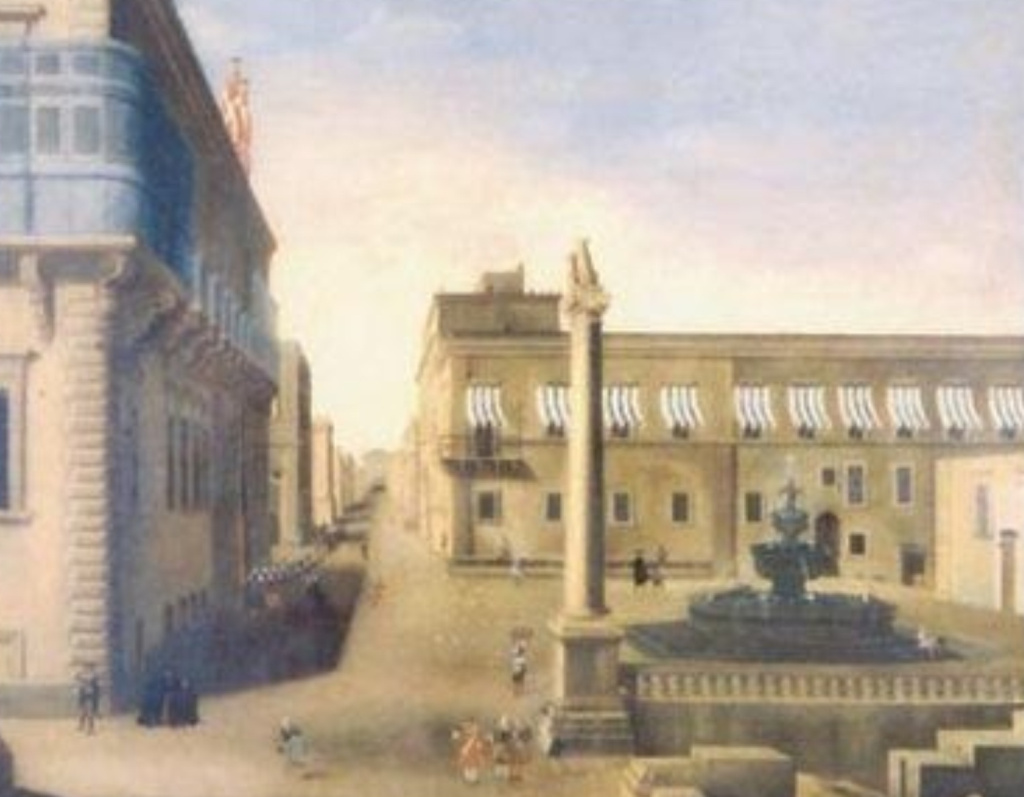
Розпис XVIII століття, що зображує площу Сан-Джорджо у Валлетті, місце розташування невільничого ринку

Раби на Мальті розглядалися як об'єкти, придатні для продажу, і в кримінальному кодексі 1724 року називалися товаром. Їх продавали з аукціону на публічному ринку рабів у Валлетті, який розташовувався на площі Сан-Джорджо, головній площі міста перед палацом Великого магістра. У той час подібні ринки існували також у християнських середземноморських портах, таких як Генуя, Мессіна, Ліворно та Неаполь. Рабів також продавали за кордон або їх могли дарувати; наприклад, між 1637 і 1655 роками кілька рабинь були подаровані госпітальєрами віце-королеві Неаполя. Англійський Королівський флот розглядав можливість придбання рабів з Мальти для свого Середземноморського флоту в XVII столітті, тоді як Папський флот регулярно купував мусульманських рабів у будь-кого, хто міг їх надати, зокрема у госпітальєрів. У 1662 році Папі Римському було відправлено 100 рабів для служби у його флоті, а ще 40 інших було представлено Папі Римському у 1720 році після того, як османський султан попросив Папство відправити мусульманських рабів для ремонту Храму Гробу Господнього в Єрусалимі.
Приблизно в 1660 році на острові було висаджено понад 700 рабів, 538 з яких швидко продали за середньою ціною 142 скудо за чоловіка та 159 скуді за жінку. Ціни продовжували зростати до початку XVIII століття, потім стабілізувалися, оскільки попит на галерних рабів зменшився до середини століття, оскільки великі держави, включаючи французький флот, ліквідували свої галерні флоти. Незважаючи на це, флот госпітальєрів на Мальті продовжував використовувати галерних рабів до кінця століття.
Приклад того, як на практиці функціонувала работоргівля, можна побачити в подіях, що відбулися після облоги Корона в Пелопоннесі в 1685 році, під час якої госпітальєри підтримали венеційців проти османських захисників міста. Офіційні дані свідчать, що після капітуляції міста було взято в рабство 1 336 турецьких і єврейських жителів, які були розподілені між різними членами християнської коаліції, причому госпітальєри взяли 223 полонених. Незважаючи на це, лицарі, солдати і моряки флоту Ордену таємно вивезли ще більше полонених у рабство, в результаті чого їх загальна кількість перевищила 500 осіб. Деяких полонених продали в італійських і сицилійських портах, зокрема в Галліполі та Аугусті, а решта прибула на Мальту у вересні 1685 року. На цьому етапі Орден оголосив, що всі раби належать його скарбниці, і розпочав судові процеси проти осіб, які таємно тримали рабів для себе або продавали їх без дозволу Ордену. За даними Ордену, 284 раби були передані до його скарбниці.
Лише 60 з полонених, які висадилися на Мальті, були дорослими чоловіками, і 36 з них були визнані придатними для веслування на галерах Ордену. Решта були жінками та дітьми, що робило приплив рабів з Корони незвичайною подією, оскільки більшість рабів на Мальті, як правило, були чоловіками. Деяких рабів було продано приватно або передано приватним особам, а більшість, як вважається, було продано на публічних аукціонах. Записи свідчать, що одну 8-річну дівчинку було продано мусульманському рабу, який намагався її звільнити. Однак казначейство конфіскувало її, і дівчинку було продано лицареві-госпітальєру за 43 скудо. Збережені записи не вказують на долю всіх полонених з Корони, але багато єврейських рабів були звільнені в 1686 і 1687 роках, а деякі турки — в 1690-х роках; вважається, що більшість з них поїхали до Північної Африки, оскільки Корона на той час залишалася під венеційською окупацією.
Між 1790 і 1798 роками близько 440 мусульманських та єврейських рабів було захоплено кораблями флоту госпітальєрів, а ще 1 023 — корсарами. За той самий період також було звільнено близько 994 рабів. Останній аукціон рабів на Мальті відбувся 1797 року.

### Демографічні показники
Кількість рабів на Мальті в період правління госпітальєрів коливалася від кількох сотень до кількох тисяч:
| Рік      | Загальна кількість рабів | Загальна чисельність населення Мальти | Відсоток рабів серед населення |
| -------- | ------------------------ | ------------------------------------- | ------------------------------ |
| 1548     | менше ніж 400            | 20 000                                | 2 %                            |
| 1569     | близько 400              | 11 970                                | 3,3 %                          |
| 1575     | 400                      | близько 16 000                        | 2,5 %                          |
| 1582     | 800                      | 22 000                                | 3,6 %                          |
| 1590     | 1 405                    | 32 310                                | 4,3 %                          |
| 1599     | близько 1 800            | близько 21 000                        | 8,5 %                          |
| 1632     | 2 046                    | 43 000                                | 4,7 %                          |
| 1669     | 2 390                    | близько 40 000                        | 5,9 %                          |
| 1710 рік | 3 000                    | близько 50 000                        | 6 %                            |
| 1741 рік | 2 500                    | близько 60 000                        | 4,2 %                          |
| 1769 рік | 2 500                    | близько 70 000                        | 3,5 %                          |
| 1798 рік | близько 2 000            | близько 100 000                       | 2 %                            |

Приблизно 80 % рабів були мусульманами або євреями, яких зазвичай захоплював Орден під час військових конфліктів або пізніше під час набігів корсарів. Більшість мусульман були турками, маврами або полоненими берберськими корсарами, але також була обмежена кількість чорношкірих африканців на південь від Сахари. Євреї походили з Леванту, Егейських островів, Родосу, Криту або Венеції.
Решта 20 % становили християни, які переважно походили з Греції, Близького Сходу або Центральної Європи та, можливо, вже були рабами на момент захоплення. Перш ніж їх звільнили з рабства, вони мали довести свою релігію, але вони також могли залишатися рабами. З часом і за потреби греків брали в полон і тримали в рабстві як розкольників або під приводом того, що вони торгуватимуть з турками. До християнського рабського населення також входили колишні мусульмани та євреї, які перебуваючи на Мальті навернулися до католицизму та діти рабів, народжених на островах, яких часто хрестили як християн при народженні.
Переважна більшість рабів на Мальті, де працювали госпітальєри, були чоловіками. Серед рабів, які з'являлися в трибуналах інквізиції протягом XVI століття, лише 10 % були жінками, тоді як опитування 1645 року показало, що на той час на Мальті було лише 100 рабинь. Цей дисбаланс, ймовірно, пояснюється тим, що більшість рабів були захоплені в морі, тому вони, ймовірно, були чоловіками-моряками, каперами або солдатами. Однак жінки та діти могли стати жертвами набігів на ворожі узбережжя, і в рідкісних випадках велика кількість жінок та дітей потрапляла в рабство за один раз, як це сталося після захоплення Корони 1685 року.
Рабами могли бути люди будь-якого віку, від немовлят до людей похилого віку. Важко оцінити середній вік, але серед рабів, згаданих у записах інквізиції між 1581 і 1601 роками, середній вік становив 31 рік.
Раби виконували найрізноманітніші обов'язки, причому найміцніші були призначені для галер, тоді як інші залишалися на суші та працювали вдома, як слуги, кухарі та робітники.

### Галерні раби

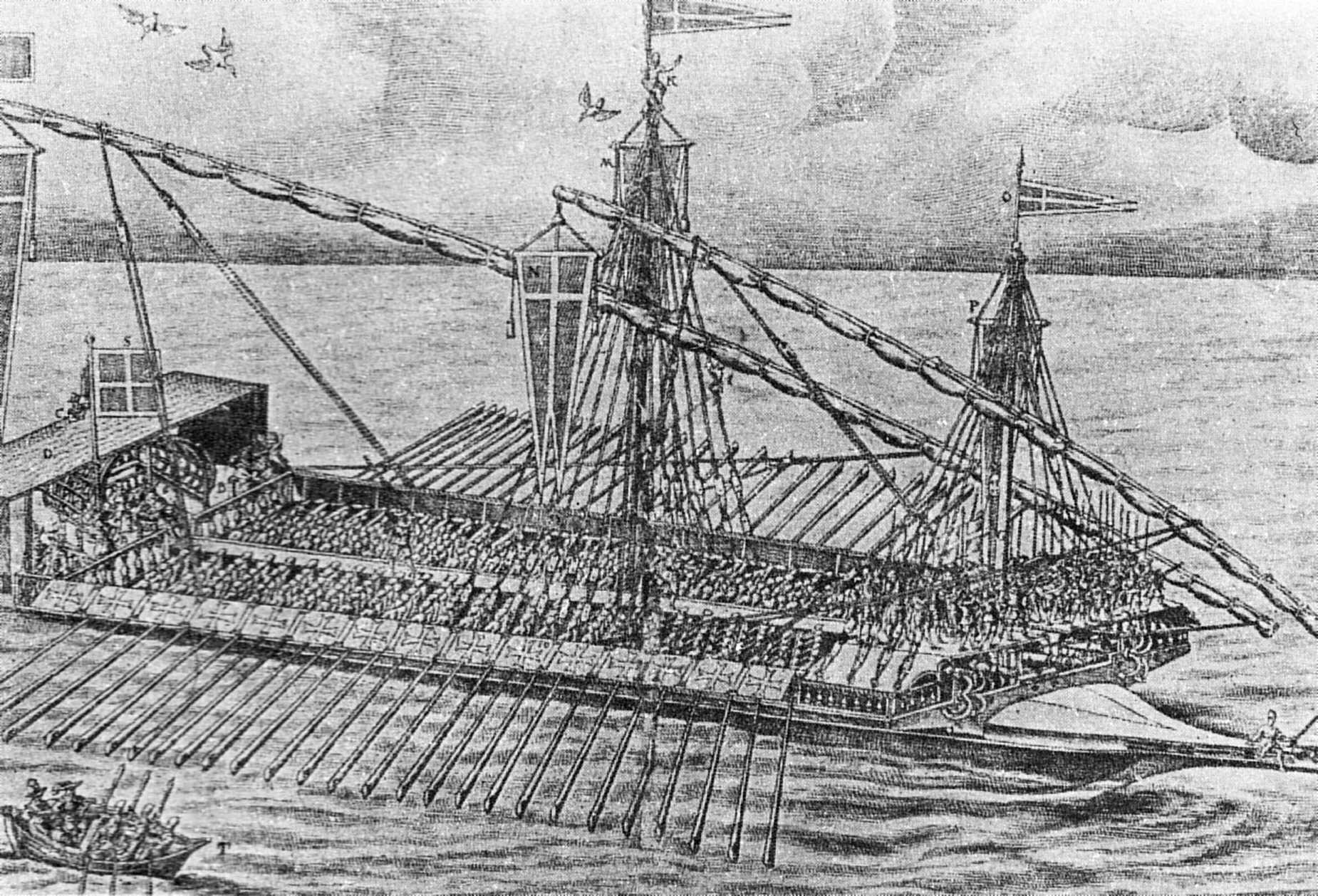
Ілюстрація галери флоту госпітальєрів XVII століття

Протягом усього свого правління на Мальті Орден утримував флот, який складався переважно з веслових галер. Це створило попит на галерних рабів, і однією з головних цілей корсарства було саме придбання рабів для управління цими суднами. Після прибуття групи рабів на Мальту, найсильніших чоловіків зазвичай обирали веслярами, і вони вважалися виключною власністю Ордену. Коли виникала така необхідність, рабів, прив'язаних до суші, іноді також відправляли на галери.
Не всі веслярі у флоті госпітальєрів були рабами, деякі з них були каторжниками з різних європейських країн, а інші були добровольцями, відомими як буонаволья. Останні уклали контракти зі скарбницею Ордену як форму боргової кабали. Ці християнські веслярі не були рабами, і від них зазвичай очікувалося, що вони будуть стежити за мусульманськими або єврейськими галерними рабами. Вільних мальтійських веслярів іноді також використовували на галерах, особливо коли госпітальєри стикалися з нестачею робочої сили.

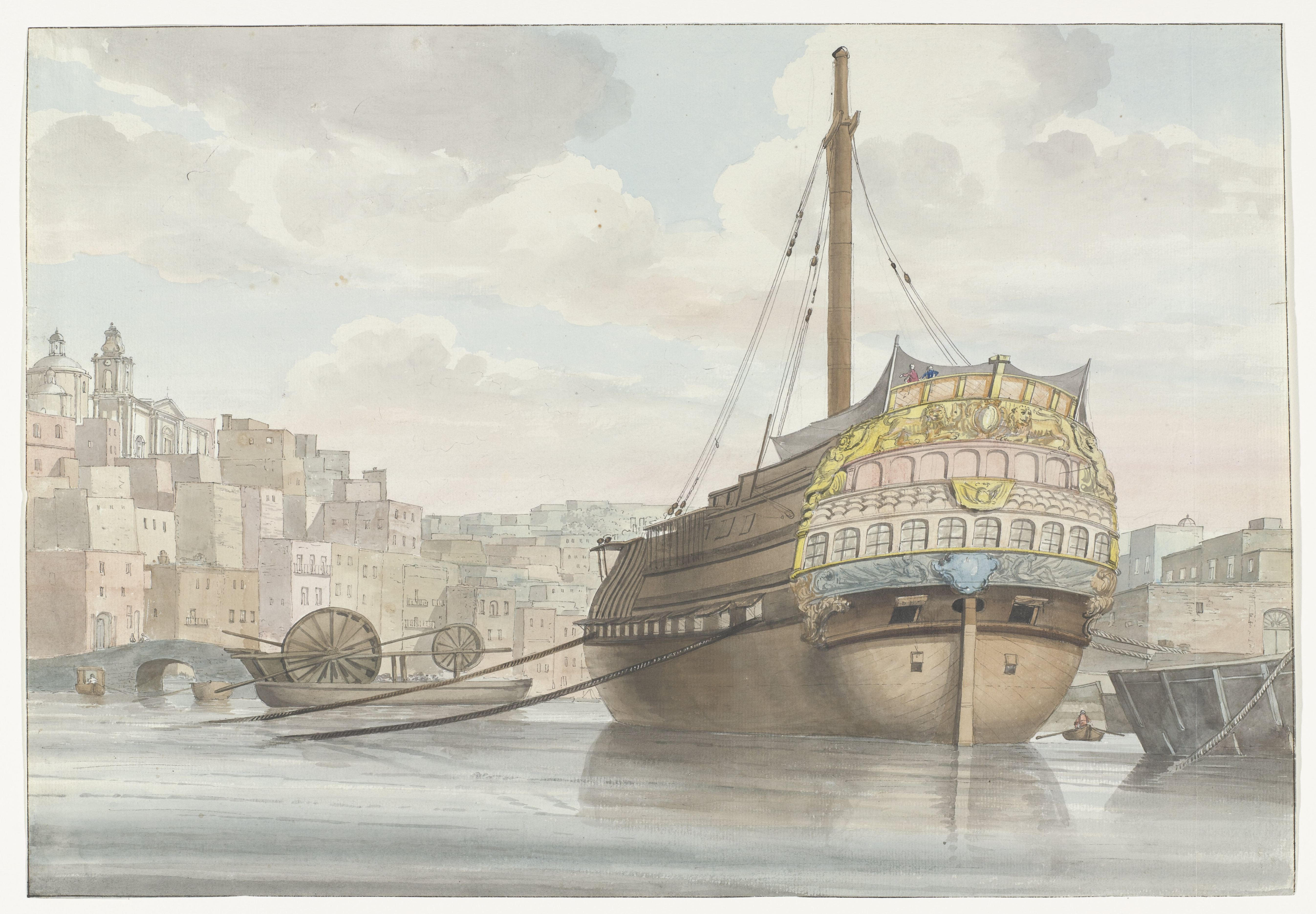
Мальтійська галерна гавань, намальована Авраамом-Луї-Родольфом Дюкро, 1778 рік

Спочатку нехристиянські раби становили меншість від загальної кількості веслярів на галерах з міркувань безпеки та через страх заколоту. Наприклад, три галери Ордену в 1579 році разом мали екіпаж із 277 буонаволья, 216 каторжників та 200 рабів. Однак, частка рабів серед веслярів пізніше значно зросла, сягнувши 30 % у 1548 році та 71 % у 1669 році. На піку своєї могутності в середині XVII століття госпітальєрам потрібно було близько 1500 галерних рабів разом із 500 іншими рабами для обслуговування інших їхніх кораблів.
Оскільки флот госпітальєрів залежав від цих веслярів, орден дбав про здоров'я своїх галерних рабів. Були призначені керівники, які стежили за тим, щоб раби були належним чином одягнені та отримували щоденні пайки супу та сухарів, а також хліб і м'ясо двічі на тиждень. Незважаючи на це, умови були важкими, а смертність високою. Сотні галерних рабів потонули, коли чотири галери затонули під час торнадо у 1550-х роках.

### Землероби та домашні раби
Рабині разом із чоловіками-рабами, яких не вважали придатними для роботи на галерах, виконували різні види домашньої, сільськогосподарської або будівельної роботи на суші. Зокрема, чорношкірі раби часто виконували домашні обов'язки, оскільки їх зазвичай не вважали придатними для роботи на галерах.

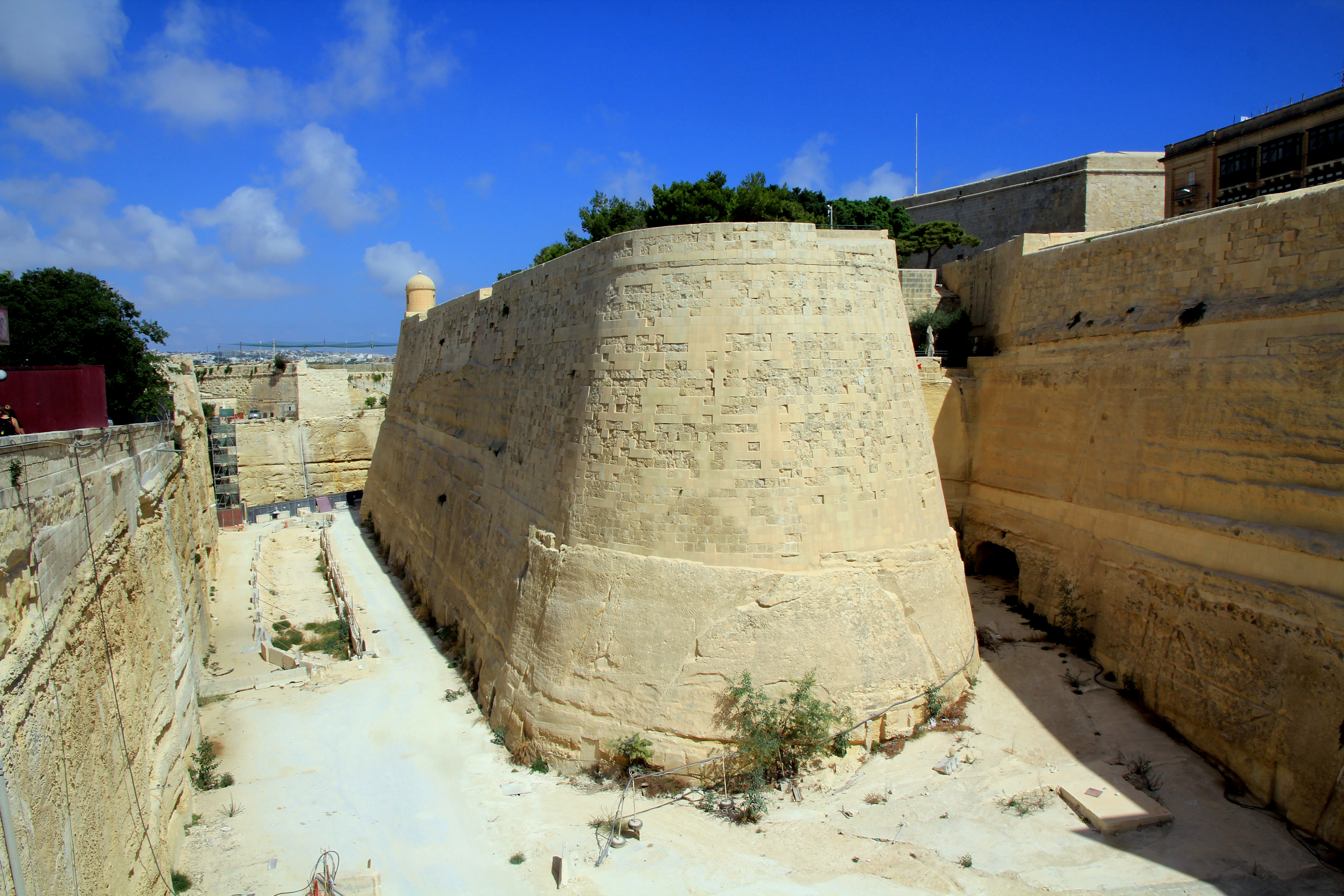
Рів укріплень Валлетти, частково викопаний рабською працею у 1560-х роках

Рабів Ордену змушували працювати на будівництві, а галерним рабам іноді тимчасово призначали обов'язки на землі, коли потрібна була робоча сила для великомасштабних будівельних проєктів. Під час будівництва укріплень рабам зазвичай доручали чорну роботу, таку як вивезення щебеню, тоді як будівництво зазвичай виконували кваліфіковані робітники, найняті підрядниками. У січні 1547 року рабам було наказано проводити ремонтні роботи у форті Сент-Анджело. Кілька сотень мусульманських рабів, захоплених під час Великої облоги Мальти 1565 року, були залучені до будівництва нової столиці Валлетти, включаючи розкопки рову фортеці. Праця рабів також використовувалася при будівництві акведука Віньякур на початку XVII століття.
Раби також виконували широкий спектр інших наземних функцій, включаючи участь у виробництві озброєння в ливарні Ордену, обслуговування зброї в палацовій зброярні, суднобудування, виробництво тканини для корабельних вітрил, завантаження та розвантаження кораблів, або в роботі лікарні Sacra Infermeria та пекарні Forni della Signoria. Деяким було доручено виконувати домашні обов'язки в палацах та готелях Ордену. Мусульманські раби працювали разом із християнськими засудженими або працівниками на кількох із цих посад. У 1635 році лише у Валлетті та Сенглеї до 600 рабів працювали ремісниками або робітниками.

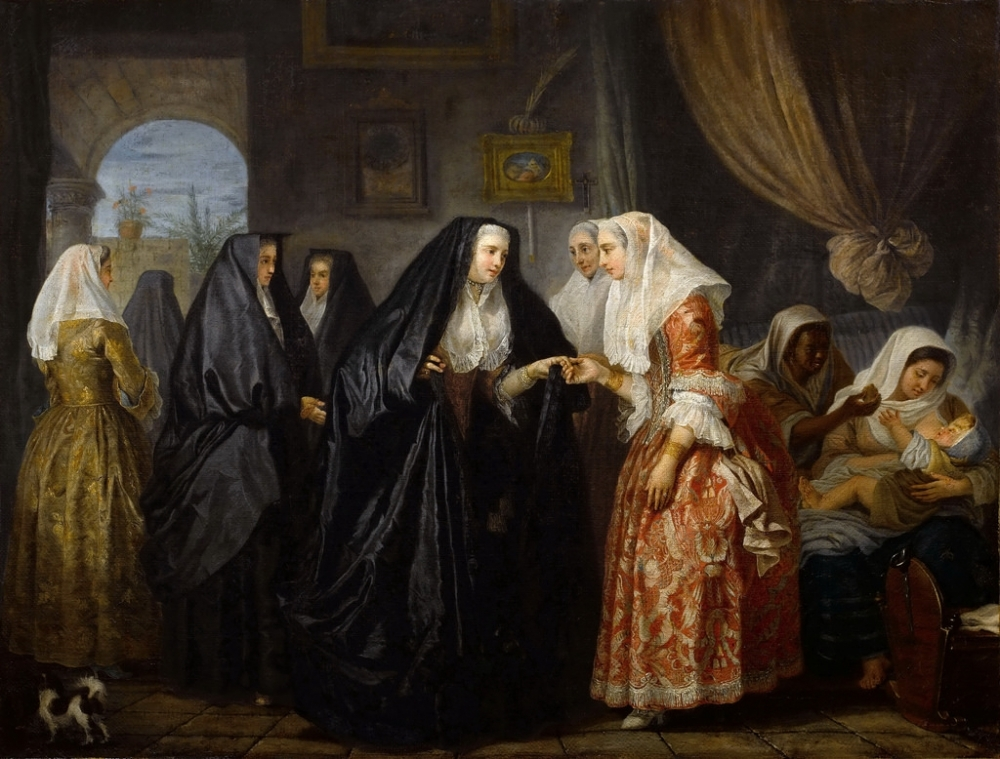
Буржуазні мальтійські дами з чорною рабинею праворуч, як зображено на картині XVIII століття Антуана де Фавре.

Домашнє рабство було поширеним як у міських районах навколо Великої гавані (а саме у Валлетті та Трьох Містах), так і в сільській місцевості. У містах, схоже, як раби, так і рабині виконували хатны справи, тоді як у сільській місцевості рабиням зазвичай доручали такі завдання, як приготування їжі, прибирання та обслуговування, тоді як чоловіки працювали в сільському господарстві. Палаци Великого Магістра були укомплектовані як вільними працівниками, так і рабами. З 1555 року Великі Магістри мали право на 30 рабів для особистої служби. Ця цифра зросла до понад 50 рабів у 1568 році, а Великий Магістр Гуго Лубенкс де Вердаль на момент своєї смерті в 1595 році мав на службі 230 рабів.
Не всі раби належали до Ордену, оскільки будь-яка особа могла купувати рабів на аукціоні. Деякі лицарі-госпітальєри володіли власними рабами, тоді як деякі орендували державних рабів за 18 тарі на місяць. Лицарям було заборонено купувати рабинь віком до 55 років, але є кілька записів про порушення цього правила. Мальтійці також купували рабів, і для представників місцевої знаті, фахівців та видатних осіб, таких як лікарі, адвокати, священики, солдати та торговці, було звичайною практикою володіти кількома рабами. Прикладами мальтійських рабовласників періоду госпітальєрів є родина архітектора Джироламо Кассара, хіміка та благодійника Катерини Вітале, землевласника Клементе Табоне, та шляхтанки Космани Наварри. Італійські художники Караваджо та Маттіа Преті, обидва лицарі-госпітальєри, живучи на Мальті також володіли рабами.

### Ставлення до рабів

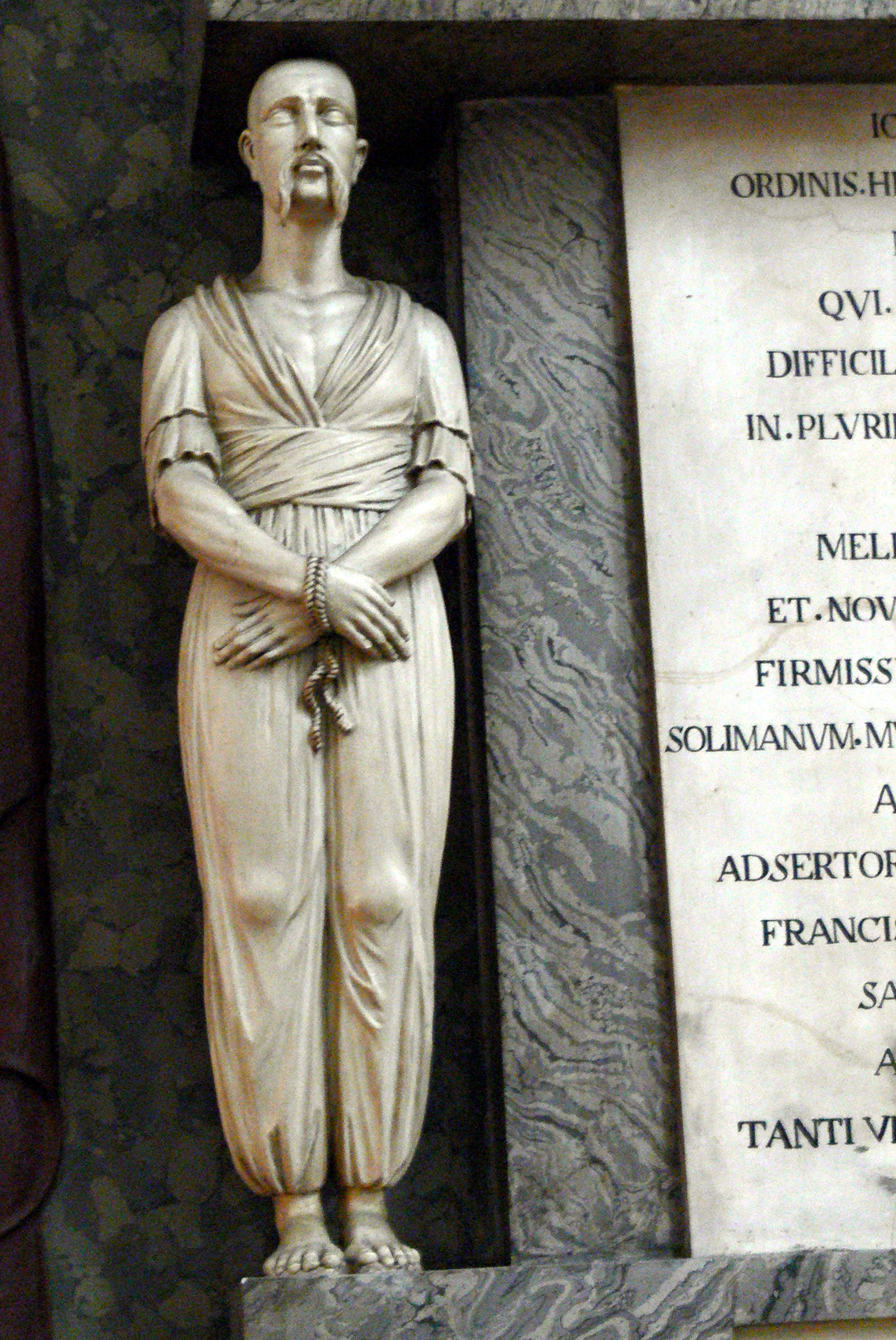
Статуя полоненого турка з поголеною головою з пам'ятника Жану Парізо де Валетту 1806 року в Мальтійській церкві, Відень

Присутність мусульманських рабів на Мальті госпітальєрів становила загрозу безпеці Ордену, оскільки більшість рабів були дорослими чоловіками, включаючи колишніх солдатів, без особливої надії на майбутнє на християнській території, яка постійно воювала проти османів та берберських держав. Вночі державних рабів замикали у в'язницях для рабів, відомих як баньйо. У районі Великої гавані було три такі в'язниці: Гран-Пріджоне у Валлетті, де поряд із засудженими утримували галерних рабів та мусульман, та менші в'язниці в містах Біргу та Сенглеї; єврейських рабів утримували у в'язниці Біргу. Четвертий баньйо існував у внутрішньому місті Мдіна.
Раби не були зобов'язані працювати, коли хворіли, а раби-чоловіки, що належали державі, отримували медичну допомогу від Ордену в разі травми або хвороби. Така допомога, ймовірно, була мотивована економічними інтересами, оскільки раби вважалися цінним товаром. Після того, як Орден переніс свою столицю до Валлетти і побудував лікарню в новому місті, стару лікарню, побудовану в Біргу в 1533 році, з 1573 року перепрофілювали під лікарню для рабів. На час епідемії чуми 1592—1593 років вона вже не використовувалася, і галерних рабів згодом лікували в лікарні Valletta Sacra Infermeria разом з іншими пацієнтами. Описи мандрівників 17-18 століть характеризують лікарню як чисте і доглянуте місце. Принаймні з 1630-х років баньйо Валлетти також мав власну лікарню. Жінок-рабів не лікували в лікарнях Ордену, але, ймовірно, вони отримували лікування в будинках своїх власників, коли хворіли.
Рабам дозволялося мати власний невеликий бізнес та заробляти гроші, з урахуванням обмежень, встановлених госпітальєрами. Деякі раби працювали перукарями в баньйо Валлетти, а інші продавали товари чи напої в баньйо або на вулицях міста.
Джерела госпітальєрів стверджують, що багато мусульманських рабів вживали опіум, хоча це було незаконно. До 1631 року раби, яких спіймали на зберіганні опіуму, отримували тілесні покарання, тоді як фармацевтів, яких спіймали на продажу опіуму рабам, штрафували або катували страппадо у разі повторних правопорушень. У юридичному кодексі 1724 року кожен, кого спіймали на зберіганні незаконного опіуму, підлягав смертній карі.
Рабів могли піддавати жорстоким фізичним покаранням, хоча існували закони, які захищали рабів від знущань з боку їхніх власників. Рабів піддавали публічному бичуванню, прив'язаних до кам'яної колони на площі Сан-Джорджо у Валлетті, а іноді їх возили по місту на возі, неодноразово припікаючи тавром.
Мусульманських рабів, які померли на Мальті, ховали на спеціально відведених цвинтарях у районі навколо Марси. На цвинтарі в Іль-Менці були могили рабів, а також османських солдатів, які загинули під час Великої облоги Мальти 1565 року. Після будівництва Флоріанських ліній цей цвинтар був замінений у 1675 році іншим поблизу пагорба Спенсер (Віа делла Кроче). Останній був зруйнований у 1865 році, щоб звільнити місце для дорожніх робіт, а людські останки, які, як вважається, походять з одного з цих цвинтарів, були виявлені під час подальших дорожніх робіт у 2012 році.

### Соціальне життя та інтеграція
Через свій статус та релігію раби були ізольовані та маргіналізовані відносно решти мальтійського суспільства. Основними місцями, де раби могли спілкуватися один з одним, були в'язниці, де їх тримали щовечора. Там вони могли розмовляти рідними мовами та сповідувати свою віру, а в частині в'язниці розміщувалася мечеть. Незважаючи на це, місіонери намагалися навернути рабів до римо-католицизму, і деякі мусульманські раби таки навернулися, щоб покращити свої умови. Таких навернених не звільняли, але вони отримували деякі матеріальні вигоди, такі як хліб кращої якості, хоча це зазвичай призводило до того, що їх відкидали інші мусульмани. Протягом дня таверни в містах навколо Великої гавані служили місцями зустрічей для рабів, які не працювали, де вони пили, зустрічалися з повіями або планували втечі.
Деяким рабам, особливо тим, що належали приватним особам, вдалося встановити соціальні зв'язки та інтегруватися в мальтійське суспільство. Рабам дозволялося володіти та продавати майно під контролем Ордену. Хоча існували мовні бар'єри між рабами та лицарями-госпітальєрами, які розмовляли різними європейськими мовами, такими як італійська чи французька, мовна схожість між мальтійською мовою та туніською арабською мовою сприяла спілкуванню між корінними мальтійцями та берберськими рабами. Також є свідчення про певну ворожнечу між рабами та мальтійцями, зокрема з XVIII століття, коли мусульманські рабині відкрито сварилися з мальтійськими жінками або ображали їх, включаючи своїх власних господинь.
Шлюби між рабами та мальтійцями були рідкісними, але не винятковими явищами. Часткове дослідження мальтійських парафіяльних реєстрів показало, що між XVI та XVIII століттями відбулося кілька сотень таких шлюбів, зокрема шлюби рабів-чоловіків з мальтійськими жінками та шлюби рабинь з мальтійськими чоловіками. Надмірна представленість останніх порівняно з їх відносно невеликою кількістю може свідчити про те, що для жінок союз з мальтійським чоловіком міг бути досить частим наслідком їхнього рабського стану. Це також може свідчити про практику сексуального рабства на Мальті. Церковні записи, що стосуються хрещення дітей рабинь, зазвичай згадують матір та її власницю по імені, але не згадують жодного батька; це свідчить про те, що поширеним явищем був конкубінат, оскільки власники, ймовірно, самі були батьками дітей, яких хрестили. Якщо якісь лицарі-госпітальєри народжували дітей від рабинь, вони не могли визнати це, оскільки були зв'язані обітницями цнотливості.
Одним із прикладів того, як колишні раби та їхні діти стали частиною мальтійського суспільства, є архітектор Карло Ґімах, чий предок був палестинським мусульманином і став християнином після того, як його поневолили госпітальєри.

### Викуплення та емансипація
Існувало кілька способів звільнення раба в Мальті. Основним способом було викуплення раба з рабства його власником, але рабу було нелегко заощадити необхідну суму грошей, оскільки на економічну діяльність рабів накладалися обмеження. Ближче до кінця XVI століття середня ціна викупу раба становила від 120 до 180 скудо, залежно від особи. Молоді жінки, як правило, продавалися за вищими цінами, оскільки їх вважали об'єктами сексуального бажання, але їхня ціна швидко знижувалася з віком.
Високопоставлених османів, яких захопили в рабство, викуповував султанат. Раби також могли писати своїм родинам з проханням сплатити викуп, щоб викупити їх невдовзі після захоплення. Це не завжди було можливо, оскільки за викуп встановлювалися високі ціни, які значно перевищували ринкову вартість здорового раба. Для переговорів щодо цих викупів та організації викупів між Мальтою та мусульманськими країнами використовувалися посередники. Колишні раби, які отримали свободу, повинні були сплатити 10 скудо за безпечний прохід, що дозволяв їм покинути Мальту та перейти на мусульманську територію. Записи госпітальєрів свідчать про те, що між 1686 і 1706 роками було надано 757 безпечних прохідних дозволів, 627 чоловікам і 130 жінкам.

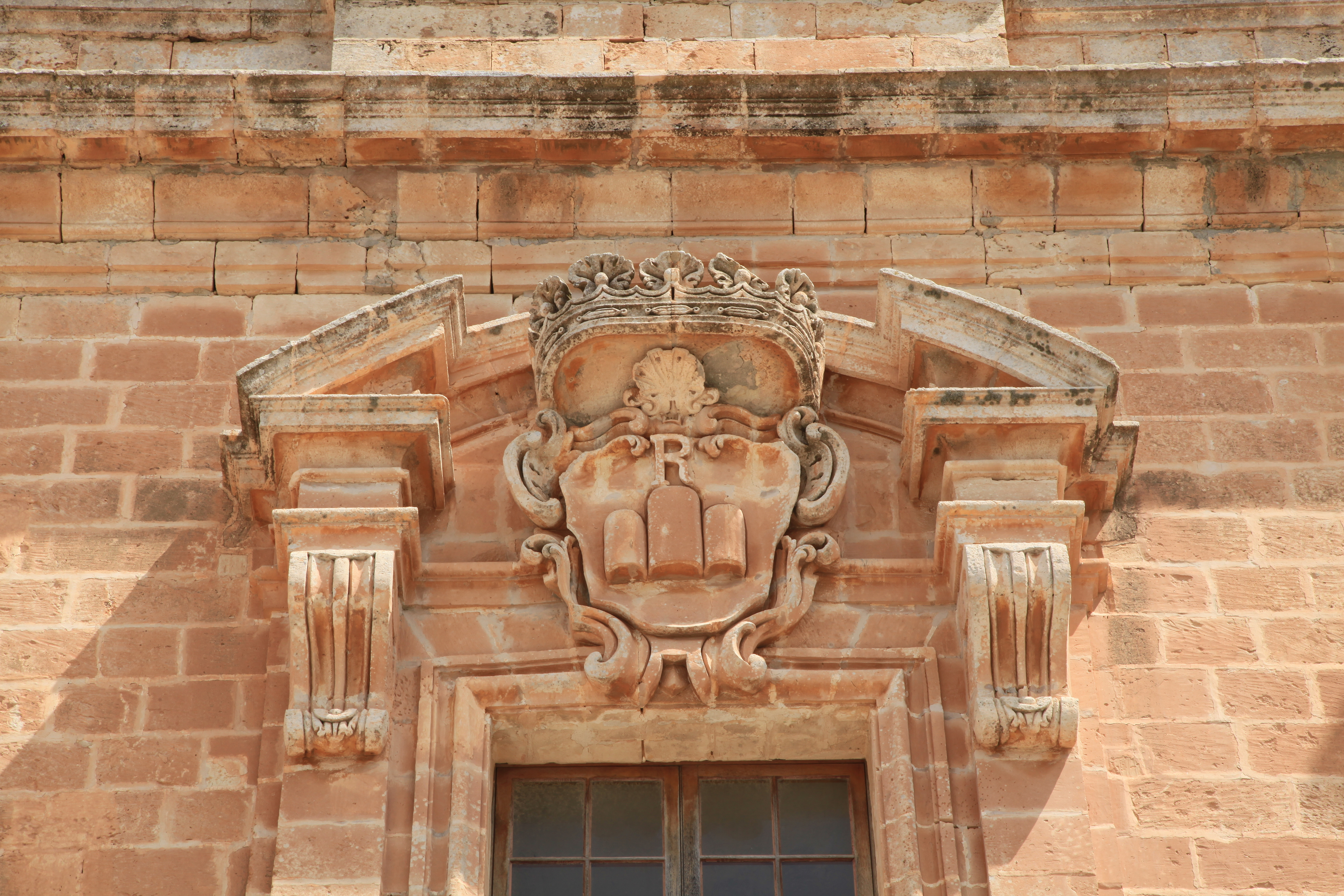
Герб Монте-делла Реденціоне-дельї-Скьяві — установи, створеної для викупу мальтійських рабів, поневолених мусульманами, — на фасаді палацу Сельмун

Наприкінці XVIII століття уряд Марокко почав викуповувати велику кількість мусульманських рабів з Мальти, зокрема щонайменше 199 рабів у 1782 році та сотні рабів у 1786—1787 і 1789 роках. Останній викуп був найбільшим масовим викупом, який коли-небудь відбувався на Мальті, і завдяки йому Орден звільнив усіх своїх мусульманських рабів в обмін на загальну суму 548 680 скудо. Раби, які перейшли в християнство, не були викуплені, і в 1790-х роках флот госпітальєрів і приватні корсари доклали зусиль, щоб захопити нових рабів, щоб компенсувати тих, хто був звільнений в 1789 році. Мандрівник до Тунісу в 1788 році зазначив, що обмін рабами був рідкісним, і коли він відбувався, госпітальєрам доводилося відпускати від двох до чотирьох мусульманських рабів за кожного мальтійця.
Деякі раби здобували свободу, одружуючись з мальтійськими дружинами. Інші відновлювали свою свободу лише після багатьох років на Мальті, причому літніх рабів або тих, хто більше не був придатний до роботи, іноді звільняли або продавали за незначні суми та дозволяли повернутися до рідних країн. Старіючих рабів часто звільняли за заповітами їхніх власників. Оскільки вони втрачали зв'язок зі своєю батьківщиною, іноді колишні раби вирішували дожити своє життя на островах. Звільнені раби, які залишалися на Мальті, часто брали прізвище свого колишнього господаря, іноді з додаванням префікса, такого як «де» або «ді», щоб уникнути двозначності; їхні нащадки зазвичай опускали ці префікси зі свого прізвища.

### Втечі та повстання
Оскільки Мальта розташована відносно близько до Тунісу, завжди була можливою втеча морем. Можливо, протягом XVI століття спроби втечі були досить поширеними, але часто зупинялися завдяки пильності берегового спостереження. У 1629 році госпітальєри збудували вежу Орсі у східному гирлі Великої гавані, щоб запобігти таким втечам, але це не повністю їх усунуло. Відомо, що одна з таких спроб сталася під час різдвяного періоду 1746 року.
Відомо про три спроби повстання рабів на Мальті з часів госпітальєрів: у 1531, 1596 та 1749 роках.

#### Повстання 1531 року

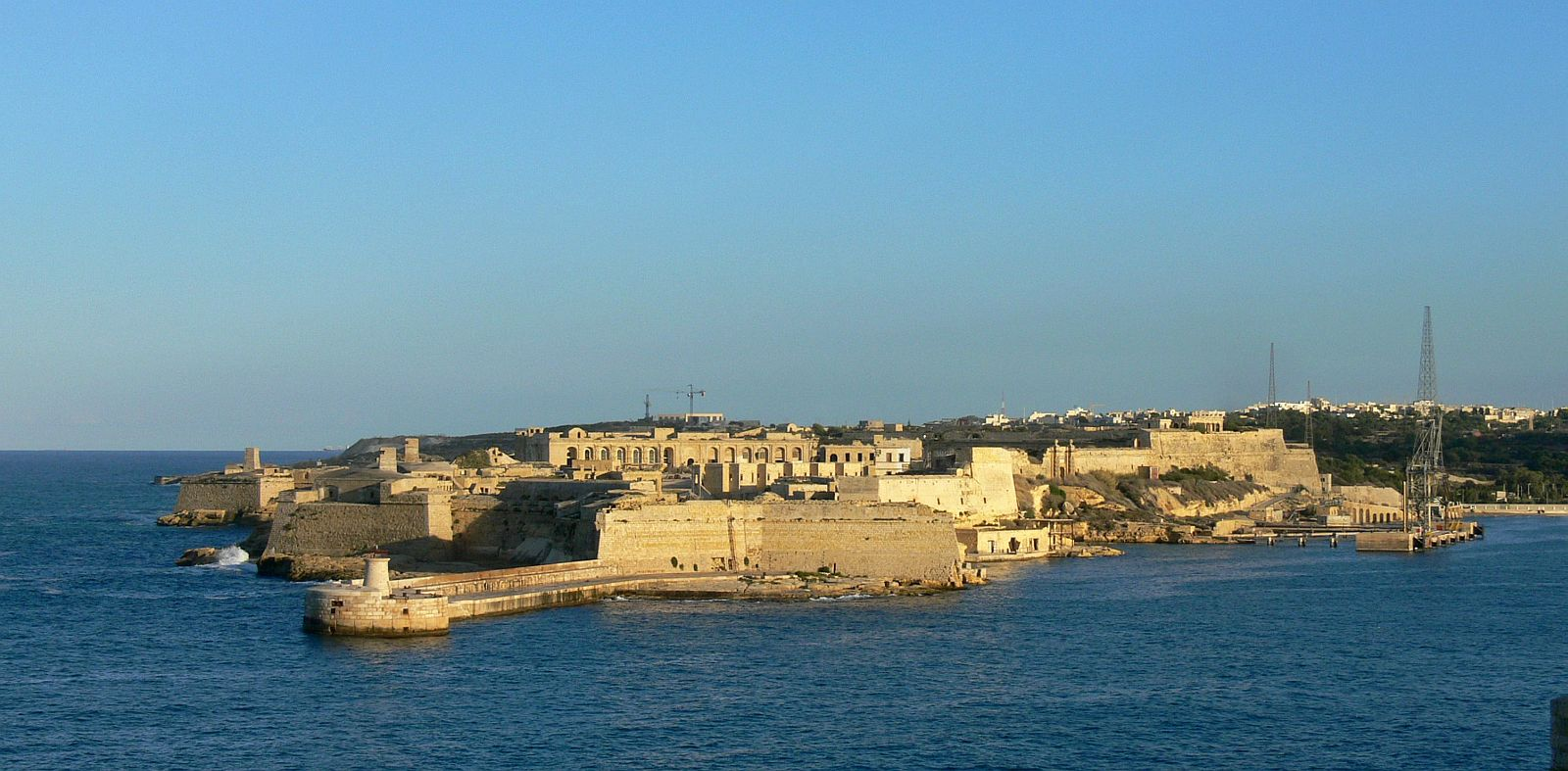
Форт Рікасолі на Шибеничному мисі, де, як кажуть, стратили лідерів повстання 1531 року

29 червня 1531 року, менш ніж через рік після прибуття госпітальєрів на Мальту, 16 рабів втекли з валів форту Сент-Анджело, а потім відчинили двері в'язниць і вбили охоронців. Після сутички двох лідерів, Кара Саїма та Кара Мустафу, було вбито, а їхні тіла залишили наткнутими на піках біля входу у Велику гавань на смузі землі, яка згодом стала відома як Пунта-делле-Форче (Шибеничний мис); це було те саме місце, де у XVII столітті було збудовано вежу Орсі, а пізніше форт Ріказолі.
Про це повстання відомо лише з праць історика XVII століття Джакомо Бозіо, і автентичність його розповіді оскаржується. Подія не згадується в архівах Ордену, але відомо, що Орден вирішив побудувати в'язницю для рабів у 1531 році. Спогад про цю подію, можливо, залишився у рабів, оскільки в день річниці повстання за ними велося особливе спостереження.

#### Повстання 1596 року
Друге відоме повстання сталося в лютому 1596 року, коли кілька рабів раптово відмовилися повернутися до своїх в'язниць у Валлетті та Біргу та втекли, зумівши захопити зв'язку ключів від воріт Валлетти, після втечі залишивши ворота відчиненими. Вони дісталися мальтійської сільської місцевості, де кілька днів блукали в пошуках корабля, щоб втекти з острова, намагаючись зібрати на собі інших рабів, яких зустріли на своєму шляху. Втікачів зрештою спіймали та засудили.
Цей інцидент стурбував Орден. Він не лише виявив брак безпеки у в'язницях, але й відкриття міських воріт вночі стало серйозним порушенням безпеки. Цей епізод продемонстрував вразливість Мальти до організованого османського нападу, що залишалося проблемою з часів невдалої османської облоги 1565 року. Після цієї спроби повстання зростання кількості рабів на Мальті сприймалося як загроза безпеці. Цих рабів розглядали як п'яту колону, яка могла б підтримувати майбутні мусульманські напади зсередини.
Після цього інциденту великий магістр Мартін Гарсес наказав посилити нагляд за в'язницями. З 1602 року його наступник Алоф де Віньякур запровадив нові правила щодо управління рабами на Мальті. З цього моменту раби не могли займатися оплачуваною діяльністю або торгівлею, за винятком невеликих сум під безпосереднім наглядом Ордену. Рабам більше не дозволялося орендувати житло. З незначними змінами ці правила залишалися чинними протягом усього XVII століття.
Повстання 1596 року було значною мірою забутим, доки згадки про нього не були знову виявлені в архівах.

#### Повстання 1749 року
Шаблон:Easy CSS image crop

Велика в'язниця (позначена як «41») на мапі Валетти середини XVII століття. Будівля була зруйнована під час Другої світової війни, а на її місці збудували багатоквартирний будинок

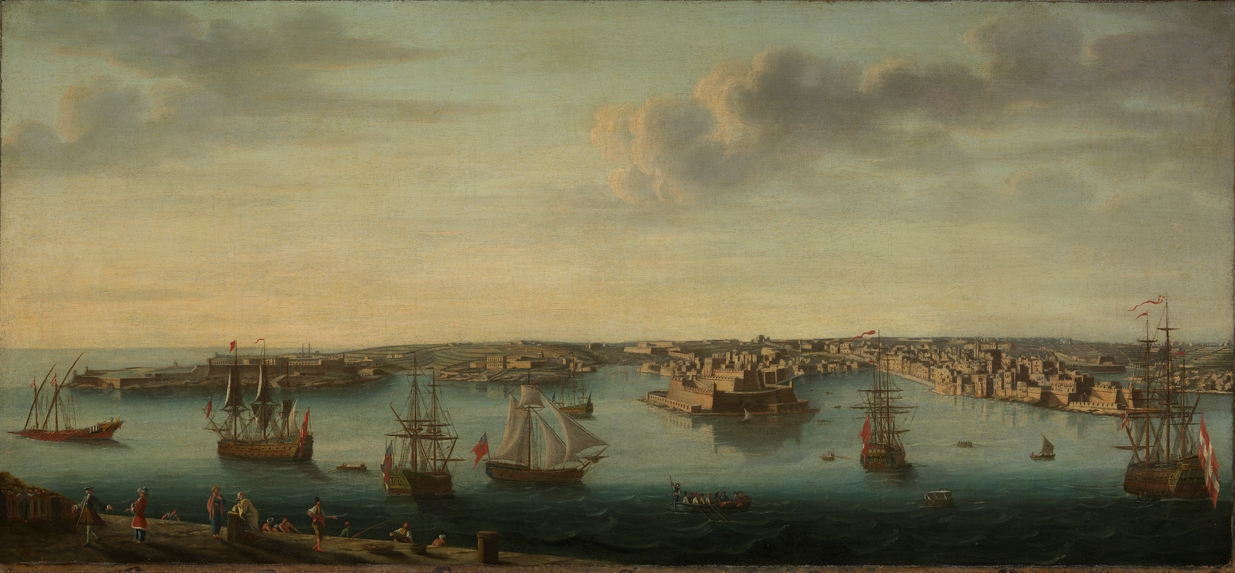
Велика гавань Мальти, зображена на картині 1750 р.

У 1749 році раби-мусульмани організували велике повстання, намагаючись повалити госпітальєрів з острова. Заколот був спланований Мустафою, пашею Родосу, якого привезли на Мальту в полоні в 1748 році після повстання християнських рабів на його власному кораблі «Лупа». Мустафа був звільнений у травні 1749 року, але таємно організував повстання разом з іншими рабами.
Змову планувалося здійснити 29 червня 1749 року, у католицьке свято. Раби планували вбити кількох лицарів-госпітальєрів, включаючи Великого магістра Мануеля Пінто да Фонсеку, звільнити інших рабів з в'язниці рабів у Валлетті, озброїтися в арсеналах та захопити форт Святого Ельма.
Змову було розкрито за кілька тижнів до її здійснення, і реакція госпітальєрів була жорстокою: багатьох рабів змусили розкрити деталі змови під тортурами, 35 стратили, 3 померли під вартою, а 72 засудили до галер (8 з яких були тавровані літерою R (ribelli) на лобі). Мустафу не стратили, але йому дозволили повернутися до Османської імперії за допомогою Франції завдяки франко-османському союзу.

## Скасування рабства

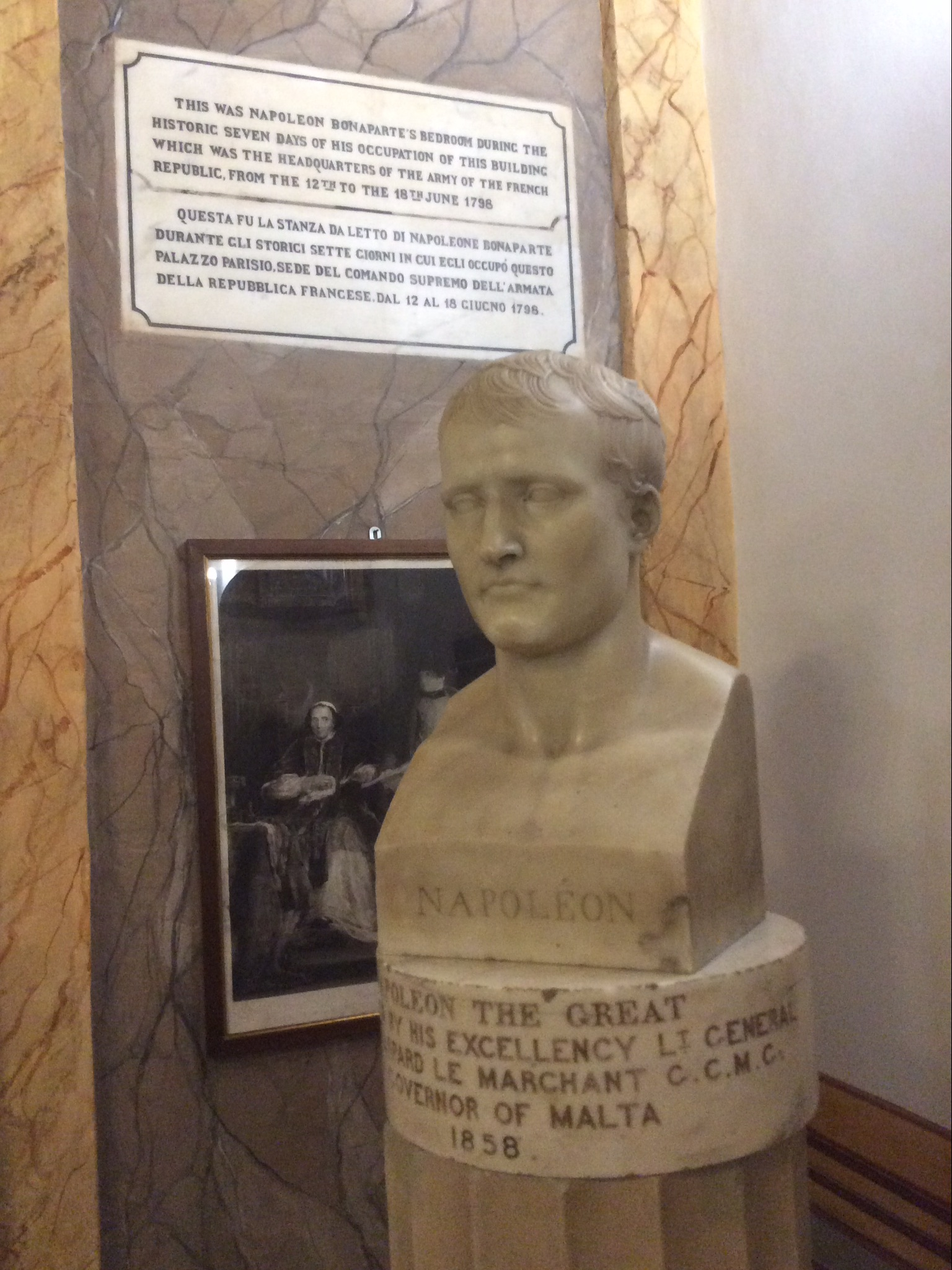
Бюст Наполеона XIX століття у Палаццо Парізіо, Валлетта, де він перебував у той час, коли видав указ про скасування рабства на Мальті.

У червні 1798 року на Мальту вторглися війська Першої французької республіки на чолі з Наполеоном, і після символічного опору Орден здав острови. Чотирма роками раніше французький уряд скасував рабство у своїх колоніях. 16 червня 1798 року, через кілька днів після початку французької окупації Мальти, Наполеон офіційно скасував рабство на Мальтійських островах указом, який перекладається як:
Указ звільнив як державних, так і приватних рабів, а колишні рабовласники за свої втрати не отримали жодної компенсації.
У листах до французьких консулів у Тунісі, Триполі та Алжирі Наполеон стверджував, що з Мальти було звільнено понад 2000 рабів. Поки Наполеон розпочав свою єгипетську кампанію, 17 червня 520 колишніх рабів-мусульман покинули Мальту на французьких суднах і були доставлені до Александрії, 77 інших рабів, переважно тунісців, покинули Мальту у серпні та вересні 1798 року. Записи свідчать, що християнських рабів на Мальті на той час налічувалося лише близько 87 осіб, тому вважається, що цифра 2000, яку називав Наполеон, включала не лише рабів, а також каторжників та буонавольї.
Після того, як мальтійці повстали проти французької окупації, повстанський Національний конгрес обговорив питання рабства під час засідання 12 травня 1800 року, після того як колишні власники рабів подали петицію британському цивільному комісару Александру Болу і попросили дозволу повернути собі своїх рабів. Конгрес вирішив захистити особисті свободи колишніх рабів, і 15 травня Бол видав відповідну прокламацію.
Варто зазначити, що Наполеон відновив рабство у французьких колоніях у 1802 році, але це не мало впливу на Мальту, оскільки на той час Франція вже втратила острови на користь Великобританії. Франція повністю скасувала рабство лише у 1848 році.

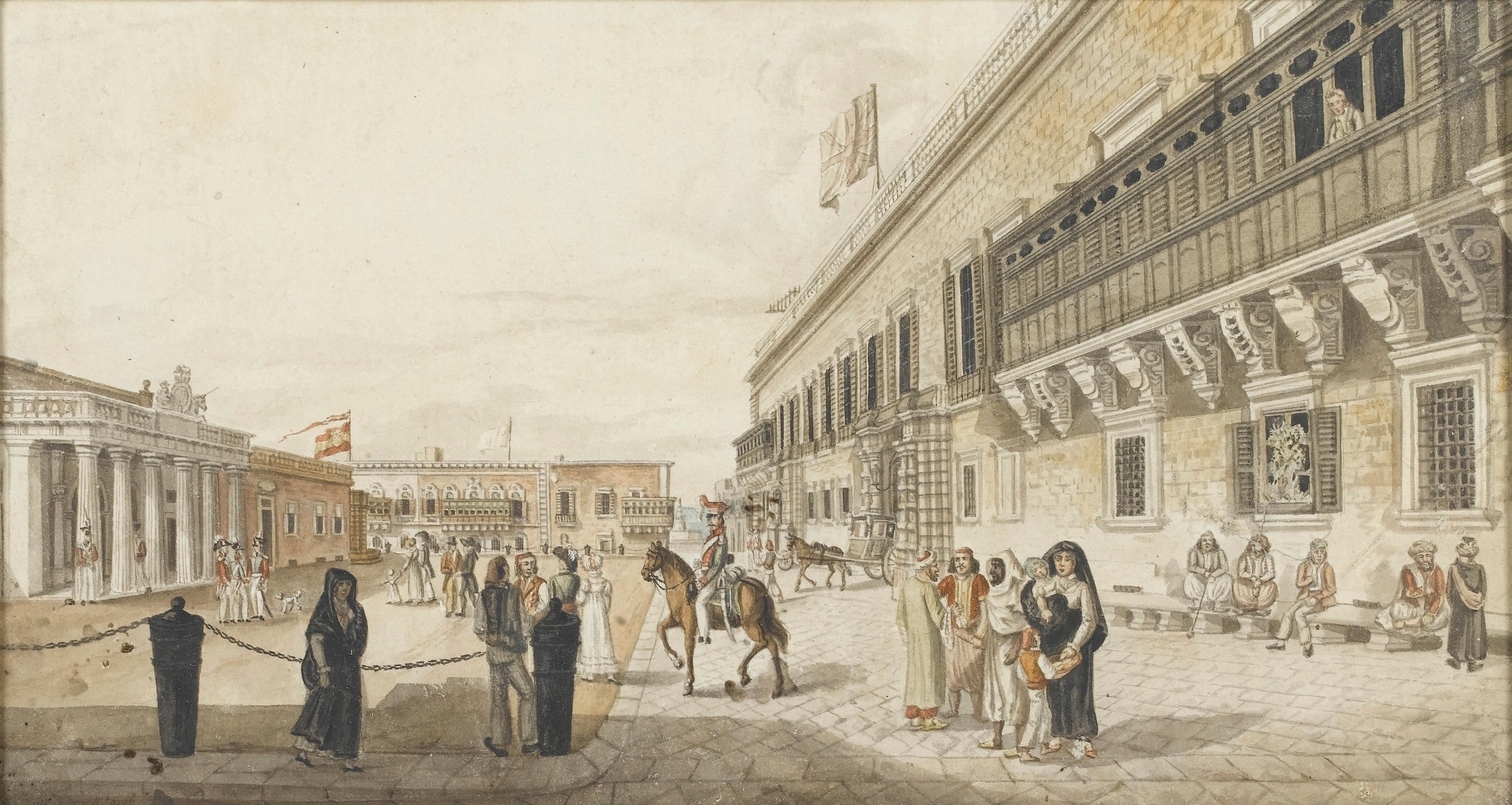
Площа Сан-Джорджо у Валлетті в перші роки британського правління, картина Чарльза Фредеріка де Брокторфа, 1820 року

На практиці ще довго після юридичного скасування рабства на Мальті деякі раби, що перебували у приватній власності, продовжували служити своїм колишнім господарям. До багатьох із них господарі ставилися добре, і вони, можливо, не бажали їхати або не мали куди більше йти. Після того, як Мальта офіційно стала британською колонією в 1813 році, фактичне рабство все ще практикувалося, а нотаріальний акт певної Мішеліни Бріффа, в якому згадуються «її два раби» Паоло та Томазу, датований аж 11 березня 1814 року.
Відомо, що протягом перших років британського правління чорношкірих африканців, включаючи дітей, імпортували на Мальту з північноафриканських портів, таких як Александрія, Триполі, Джерба та Туніс. Хоча в карантинних реєстрах вони, як правило, не фігурували як раби, їх, як стверджується в листі від 1812 року, надісланому чоловіком на ім'я Г. Макінтош аболіціоністу Захарі Маколею з Африканського інституту, нібито продавали як слуг мальтійцям і британським підданим. 30 вересня 1812 року було видано урядову прокламацію, яка забороняла такий імпорт і проголошувала, що «негрів не можна вважати предметом торгівлі». У листі від грудня 1812 року цивільний комісар Гільдебранд Оукс написав, що на Мальтійських островах було не більше 100—150 «негритянських слуг», і визнав, що деяких з них, можливо, було придбано як рабів в Александрії, але уточнив, що на Мальті їх не слід було розглядати як рабів.
Кажуть, що деякі мальтійці продовжували займатися работоргівлею в Африці до середини ХІХ століття. Серед них дослідник Андреа Дебоно та його племінник Аннібале, яких звинуватили в торгівлі рабами на півдні Судану в 1860-х роках.

## Мальтійці поневолені за кордоном
|  | Стаття 3. Рабство скасовується: всі раби, відомі як «бонніваглі», будуть звільнені, а договір, що ганьбить людський рід, який вони уклали, буде знищений. Стаття 4. На підставі попередньої статті всі турки, які є рабами будь-якої приватної особи, мають бути передані в руки головнокомандувача для поводження з ними як з військовополоненими; а з огляду на дружні відносини, що існують між Французькою Республікою та Османською імперією, вони мають бути відправлені додому за наказом головнокомандувача, коли він отримає інформацію про те, що беї погоджуються повернути на Мальту всіх французьких або мальтійських рабів, які можуть бути у їхньому володінні. |

Коли Мальта була частиною Королівства Сицилія та за часів правління госпітальєрів, острови час від часу зазнавали набігів та нападів арабів з Північної Африки, а пізніше берберських корсарів та Османської імперії. Під час таких набігів Багато мальтійців були поневолені. Особливо вразливими були малонаселені частини архіпелагу, включаючи острів Гоцо. Інших мальтійців поневолили, перебуваючи на борту кораблів, захоплених мусульманами.
Записи свідчать, що Гозо зазнавав набігів ще в 1410 році. У 1423—1424 роках Мальту спустошили араби, і серед тих, кого взяли в полон, був єпископ острова. Між вереснем і жовтнем 1429 року на Мальту вторглися Хафсіди, і хоча нападники не змогли взяти укріплене місто Мдіна, було зруйновано сусіднє передмістя Рабат. Від 3 000 до 4 500 мальтійців було захоплено та поневолено загарбниками: значний відсоток від загальної чисельності населення острова на той час, яке могло становити лише 10 000 осіб. У 1510 році, коли Триполі було захоплене Іспанією, було звільнено 170 християнських рабів; більшість із них були сицилійцями та мальтійцями.
Берберійські корсари та османи час від часу здійснювали набіги на Мальтійські острови протягом XVI та XVII століть. Частота набігів зросла після того, як госпітальєри закріпилися на Мальті в 1530 році, а Гозо зазнав набігів у 1533, 1540, 1541, 1544, 1545, 1546, 1547 та 1550 роках. Під час набігу 1540 року 50 гозітанців були поневолені корсарами під проводом Драгута.

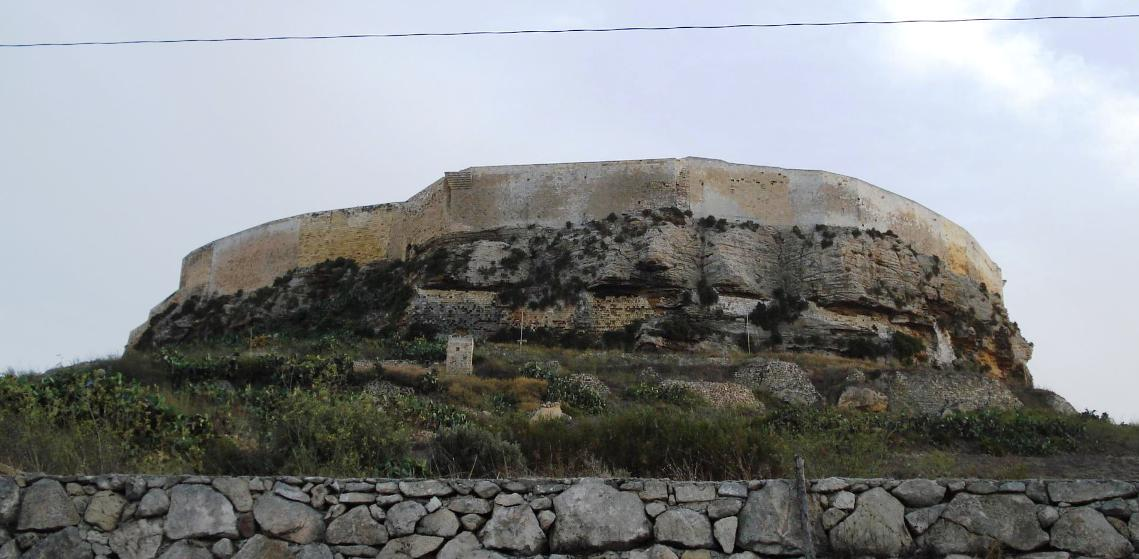
Середньовічні північні стіни Кастелло, який був розграбований османами в 1551 році.

У липні 1551 року більшість населення Гозо — приблизно від 5 000 до 7 000 осіб — було поневолено, коли острівний замок Кастелло здався після нападу османів. Єдиними мешканцями, яким вдалося уникнути поневолення, були кілька сотень людей, яким вдалося втекти, зруйнувавши стіни замку, разом із 40 літніми чоловіками, вагітною жінкою та ченцем, яких османи пощадили. Рабів вивезли до Північної Африки, деяких продали там, тоді як більшість пізніше вивезли до Константинополя. Записи свідчать, що деяких з них зрештою звільнили або викупили, деякі навернулися до ісламу, а інші померли в рабстві. Більшість так і не повернулася на Мальтійські острови, і Гозо залишався обезлюдним, поки в наступні десятиліття його поступово не заселили мальтійці та сицилійці.
У серпні 1551 року, менш ніж через місяць після розграбування Гозо, ті ж османські війська захопили у госпітальєрів Триполі. Після здачі міста лицарі домоглися безпечного переходу на Мальту, але мальтійські та родосські солдати, а також калабрійські найманці, які складали гарнізон міста, були захоплені в полон і залишилися в Північній Африці як раби.

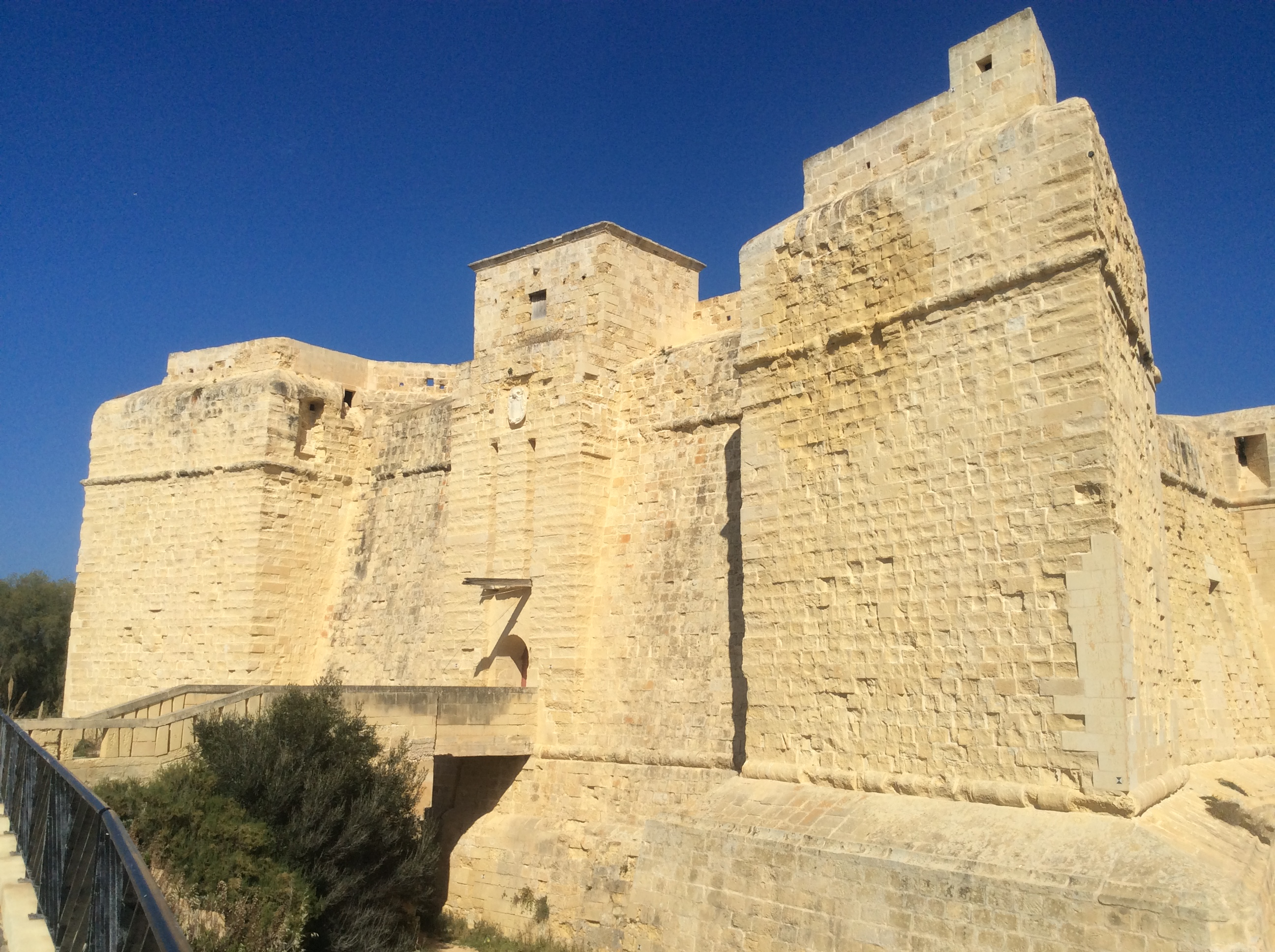
Прибережні укріплення, такі як вежа Святого Томаса, були побудовані для захисту узбережжя Мальти від набігів османів або берберських корсарів.

Існують записи про інші набіги на Гозо, що відбувалися в 1560, 1563, 1572, 1574, 1583, 1598 та 1599 роках. Під час набігу 18 жовтня 1583 року корсари з Бізерти забрали 70 людей з головного міста острова Рабата. Останнім великим нападом був набіг на південну Мальту в липні 1614 року, коли османський флот висадився в затоці Марсаскала та, перш ніж був відбитий мальтійським та госпітальєрським ополченням, почав грабувати місцевість навколо Зейтуна. Схоже, що з обох сторін були втрати, і хоча християнські джерела конкретно зазначають, що «ніхто з християн не був захоплений у полон», турецькі джерела, як повідомляється, згадують, що під час цього набігу деякі мальтійці були поневолені. Повідомляється, що під час набігу 1614 року близько 50 османів також були захоплені госпітальєрами та самі були поневолені.
У відповідь на ці набіги щоб допомогти захистити узбережжя островів у XVII та XVIII століттях госпітальєри збудували серію укріплень навколо Мальти та Гозо. Частота набігів значно зменшилася до середини XVII століття, але загроза продовжувалася до XVIII століття. Набіги меншого масштабу все ще відбувалися, наприклад, коли 7 липня 1733 року два корсарські кораблі зі Сфакса захопили сім'ю з 8 осіб після висадки в затоці Рамла. У цьому випадку було зібрано кошти на викуп за сім'ю, і через два роки вони повернулися на Гозо.
Загалом, кількість мальтійців, які були поневолені мусульманами, здається відносно низькою порівняно з рабами інших національностей. Записи Монте делла Реденціоне дельї Сквіаві свідчать, що в 1717 році лише 84 мальтійські раби подали прохання про викуп, а в 1722 році — 106. Умови утримання християнських рабів мусульманами, здається, були схожими на умови утримання мусульманських рабів християнами: рабам іноді дозволяли працювати і заробляти гроші, і вони могли отримати свободу через викуп, втечу або звільнення. Коли мусульманське судно захоплювали християни, християнські раби на борту зазвичай звільнялися. Прикладом цього може слугувати випадок Діонісія Фітені, якого звільнили в 1732 році після 20 років рабства, коли галера, на якій він працював, була атакована і захоплена кораблем ордену госпітальєрів під командуванням Жака-Франсуа де Шамбре. Серед мальтійців, які були поневолені за кордоном, також було звичайним явищем навернення до ісламу. Хоча ті, хто навернувся і згодом зумів повернутися додому, після повернення на Мальту стикалися з трибуналом Інквізиції.
Багато мальтійців, які все ще перебували в рабстві в Північній Африці або Османській імперії наприкінці XVIII століття, були звільнені невдовзі після скасування рабства на Мальті в 1798 році. 66 мальтійських рабів було звільнено з Тунісу в 1798 році, 250 — з Алжиру в 1801 році, а 200 — з Константинополя в 1802 році. Після того, як мальтійці повстали проти французів у вересні 1798 року, більшість колишніх рабів, які повернулися на Мальту з Північної Африки, вступили до лав повстанців і воювали проти французів.

## Спадщина та історіографічне минуле

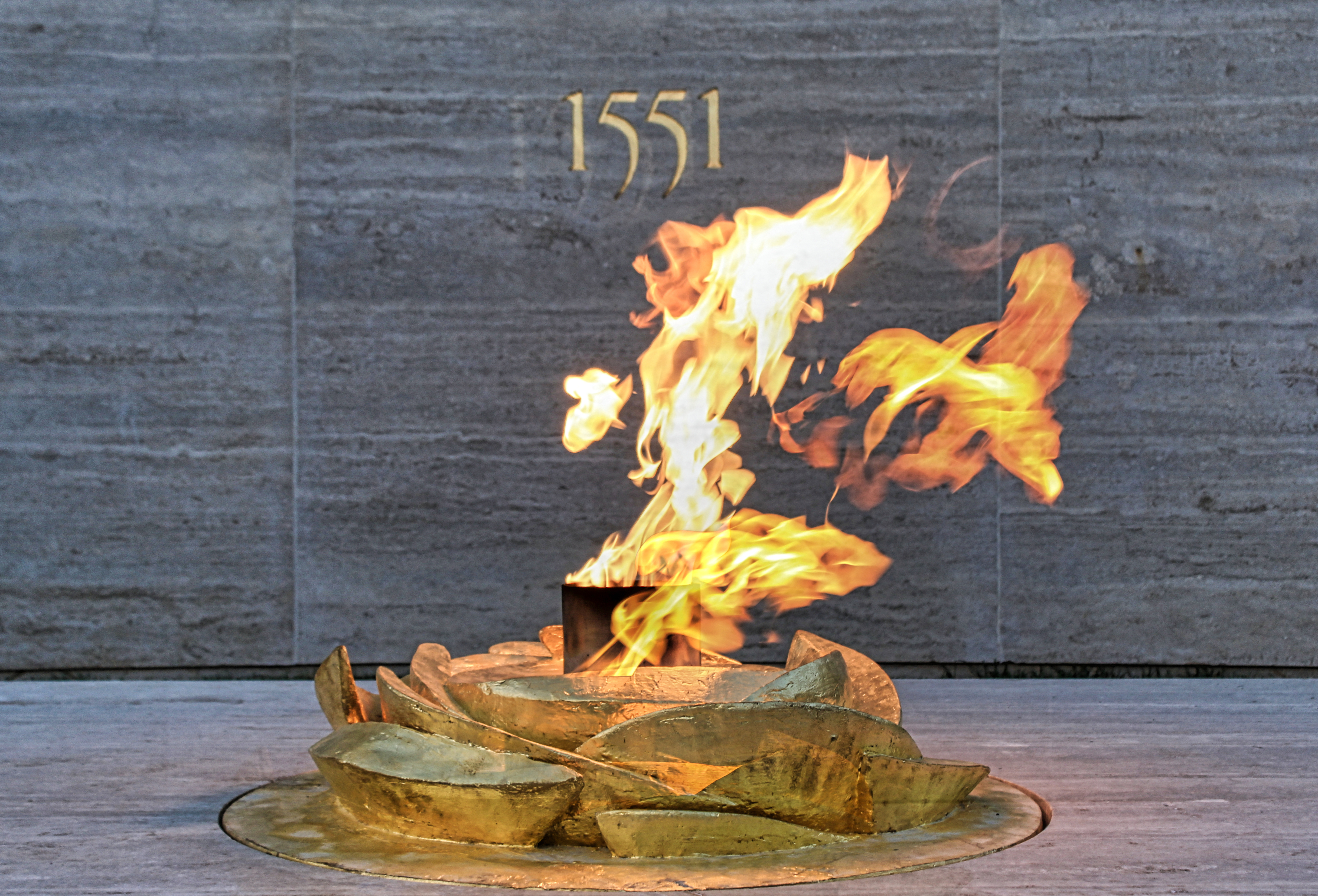
Меморіал біля Цитаделі на згадку про напад на Гозо 1551 року

Поневолення мальтійців берберськими корсарами та присутність мусульманських рабів на Мальті згадуються в низці мальтійських народних казок. Повідомляється, що деякі нащадки гозітанців, які були поневолені в Лівії в 1551 році, зберігали пам'ять про своє мальтійське походження аж до 1930-х років.
У 1998 році не було проведено жодних урочистостей чи пам'ятників з нагоди двохсотріччя скасування рабства. У 2010-х роках було встановлено громадські пам'ятники на честь поневолених у 1551 році гозітанців.

## Нотатки
1. ↑  Деякі джерела стверджують, що цей напад відбувся 1582 року,[62] але архівні джерела Національної бібліотеки Мальти свідчать, що це сталося 18 жовтня 1583 року.[11]

## Додаткова інформація
- Muscat, Joseph (2004). Slaves on Maltese galleys. Malta: Pubblikazzjonijiet Indipendenza. ISBN 9993241571.
- Muscat, Joseph (2006). Galley slaves at work. Malta: Pubblikazzjonijiet Indipendenza. ISBN 9993241903.
- Refalo, Michael (2015). Slavery: Malta at the Crossroads: Transhipment of Slaves in a British Colony during the Nineteenth Century. BDL Publishing. ISBN 978-99957-46-65-0.
- Serracino, Joseph (2017). L-ilsiera fi żmien l-Ordni f'Malta. L-Orizzont (Maltese) .
- Wettinger, Godfrey (2002). Slavery in the Islands of Malta and Gozo ca. 1000 – 1812. PEG Ltd. ISBN 99909-0-316-6.
- Zammit, William (2023). Slavery, Treason and Blood: The 1749 Plot of the Slaves in Malta. Heritage Malta. ISBN 978-99186-19-14-6.